# جزيرة منجانغان الصغرى
جزيرة منجانغان الصغرى وهي جزيرة من جزر إندونيسيا، وتقع ضمن جزر كاريمون جاوة في إقليم جاوة الوسطى.